# Eric Dorsey
Eric Dorsey (Washington, D.C., 5 de agosto de 1964) é um ex-jogador profissional de futebol americano estadunidense. Ele foi campeão da temporada de 1986 da National Football League jogando pelo New York Giants.